# Aras (reka)
Aras ali Araxes je reka, ki izvira v Turčiji in nato teče vzdolž meje med Turčijo in Armenijo, med Turčijo in območjem Nahičevan v Azerbajdžanu, med Iranom in Azerbajdžanom in Armenijo ter na koncu skozi Azerbajdžan do reke Kure. Idmaka južno stran gorovja Mali Kavkaz in se nato pridruži Kuri, ki odmaka severno stran gorovja Mali Kavkaz. Njena skupna dolžina je 1072 kilometrov in pokriva površino 102.000 kvadratnih kilometrov. Reka Aras je ena največjih rek na Kavkazu.

## Ime
V klasični antiki je bila reka Grkom znana kot Arakses (grško Ἀράξης). Sodobno armensko ime je Araks (armensko Արաքս). Zgodovinsko je bil znan tudi kot Yeraskh (staro armensko: Երասխ), njegovo staro gruzijsko ime pa je Rakhsi (gruzinsko რახსი). V azerbajdžanščini je ime reke Araz. V perzijščini in kurdščini je njeno ime ارس (Aras), v turščini pa Aras.

## Opis
Aras izvira blizu Erzuruma v Turčiji in se sreča z reko Akhurian jugovzhodno od Digorja. Od Digorja teče vzdolž zaprte turško-armenske meje, nato pa blizu koridorja, ki povezuje Turčijo z azerbajdžansko eksklavo Nahičevan. Nato se nadaljuje vzdolž iransko-armenske in iransko-azerbajdžanske meje. 
Zangmar, Sariso, reka Ghotour, reka Hajilar, Kalibar, reka Ilghena, reka Darreh in reka Balha so glavni južni pritoki Arasa. V Turčiji reka Ghareso priteče s severa, reke Akhurija, Metsamor, Hrazdan, Azat, Vedi, Arpa, Vorotan, Voghdji in Meghri pa se pridružijo z armenske (severne) strani. Reka Khačin, reka Okhči, reka Kuri in Kandlan pritečejo v reko z azerbajdžanske (severne) strani.

## Zgodovina
V armenski tradiciji je reka dobila ime po Arastu, vnuku legendarnega armenskega patriarha Hajka. Ime je bilo kasneje helenizirano v Araxes in se je uporabljalo za kulturo Kura-Araxes, prazgodovinsko ljudstvo, ki je cvetela v dolinah Kura in Aras. Reko omenja Vergilij v zadnjem poglavju Eneide VIII kot 'jezna na most', saj so Rimljani zgradili most čeznjo, tako da je bila s tem osvojena. Reka Aras je bila povezana z biblijskima rekama Gihon in Pišon. Robert H. Hewsen je Aras opisal kot edino 'pravo reko' Armenije in kot 'mati Araxes', simbol ponosa armenskega ljudstva. 
Po legendi, ki jo je v starih časih navedel Strabon, reka Araxes v Armeniji ni imela izliva v Kaspijsko jezero, ampak se je razširila po ravnicah in ustvarila jezero brez izliva. 
V islamskih časih je Araxes postala v arabskem jeziku znana kot al-Rass (da je ne bi mešali s sodobnim mestom Ar Rass), v perzo-turškem kontekstu pa kot Aras.
V sodobni zgodovini je Aras dobil pomen kot geografska politična meja. Reka je bila po pogojih Gulistanske in Turkmenčajske pogodbe izbrana za mejno mejo med Ruskim cesarstvom in Kadžarskim Iranom, saj je bila slednja prisiljena, da svoja kavkaška ozemlja odstopi Rusiji . Zaradi teh sprememb meje v 19. stoletju ena sodobna, neprimerna shema, reko Aras označuje kot črto kontinentalne razmejitve med Evropo in Azijo .
Iran in Sovjetska zveza sta v 20. stoletju zgradila jez Aras na reki Aras na območju Poldašt in ustvarila jezero Aras. Jez Meghri se gradi v bližini armenskega mesta Meghri.

## Dolina reke Aras
Leta 2006 je v dolini Aras v vasi Yukarı Çıyrıklı v okrožju Tuzluca v provinci Iğdır, Turčija, ustanovilo turško nevladno organizacijo za varstvo narave KuzeyDoğa Society. Je ena izmed dveh turških postaj za obročkanje ptic, ki ostanejo aktivne celo leto. Med letoma 2006 in 2015 je bilo na tej postaji opaženih več kot 65.000 ptic 198 vrst in obročkanih je bilo 258 vrst ptic. Petindvajset odstotkov od 471 vrst ptic, ki jih najdemo v Turčiji, je zabeleženih na tem mokrišču, zaradi česar je Turčija najpomembnejše mokrišče za ptice. Število obročkanih in opaženih 258 vrst ptic obsega 85 odstotkov od 303 vrst ptic v provinci Iğdır. Med aktivnostmi obročkanja ptic v letu 2012 so opazili sedem novih vrst ptic, vključno z ujedo Šikro (Accipiter badius), ki je bila nova v turški avifauni.
Profesor biologije z univerze v Utah, Çağan Şekercioğlu, predsednik društva KuzeyDoğa, je apeliral na ministrstvo za gozdarstvo in vodno gospodarstvo, naj opusti projekt jezu Tuzluca, ki bi uničil močvirje, v katerem živijo divje ptice v dolini reke Aras. Ministrstvo je leta 2013 podelilo najvišjo stopnjo stanja ohranjenosti (zaščiteno območje narave).

## Galerija
- Aras vstopi v okrožje Poldašt.
- Aras izstopi iz Iğdırja.
- Slika Arasa iz vesolja.
- Aras blizu Jolfe, Iran.
- Aras z Iranom levo in Gorskim Karabahom / Azerbajdžanom desno.
- Aras pri Nurduzu, meja med Iranom in Armenijo